# Sladdertorget
Sladdertorget var från 1800-talets mitt benämning på ett numera försvunnet torg beläget vid den sydvästra delen av dåvarande Timmermansgatan i Malmö. Timmermansgatan var den östra delen av nuvarande Baltzarsgatan (mellan Fabriksgatan och Rörsjögatan). Namnet uppkom till följd av att folk ofta samlades där för att ägna sig åt "sladder".
Sladdertorget var på denna tid i likhet med den anslutande Snapperupsgatan också känd som ett centrum för stadens prostitution, en verksamhet som från 1890-talet förekom framför allt på (Stora) Humlegatan.